# Nationalliga A (Elektrorollstuhl-Hockey) 2015/16
Die Saison 2015/16 war die dritte Saison der Nationalliga A im Powerchair-Hockey in der Schweiz. Die Rolling Thunder Bern wurden mit nur 2 Punkten Vorsprung, vor den Iron Cats aus Zürich, Meister und verteidigte den Titel vom letzten Jahr erfolgreich. Wie in der Saison davor wird es keinen Absteiger und Aufsteiger geben.

## Spieltag NLA
| 1. Spieltag 12. September 2015 Bern |   |                       |      |
| Rolling Thunder Bern                | – | Iron Cats Zürich      | 5:4  |
| Zeka Rollers A                      | – | Whirldrivers Lausanne | 4:7  |
| Rolling Thunder Bern                | – | Zeka Rollers A        | 14:5 |
| Iron Cats Zürich                    | – | Whirldrivers Lausanne | 3:3  |
| Whirldrivers Lausanne               | – | Rolling Thunder Bern  | 5:10 |
| Iron Cats Zürich                    | – | Zeka Rollers A        | 7:1  |

| 2. Spieltag 28. November 2015 Wallisellen |   |                       |      |
| Zeka Rollers A                            | – | Iron Cats Zürich      | 3:5  |
| Rolling Thunder Bern                      | – | Whirldrivers Lausanne | 9:5  |
| Zeka Rollers A                            | – | Rolling Thunder Bern  | 6:11 |
| Whirldrivers Lausanne                     | – | Iron Cats Zürich      | 3:5  |
| Iron Cats Zürich                          | – | Rolling Thunder Bern  | 8:3  |
| Zeka Rollers A                            | – | Whirldrivers Lausanne | 2:14 |

| 3. Spieltag 23. Januar 2016 Lenzburg |   |                       |       |
| Whirldrivers Lausanne                | – | Rolling Thunder Bern  | 2:16  |
| Zeka Rollers A                       | – | Iron Cats Zürich      | 2:8   |
| Rolling Thunder Bern                 | – | Iron Cats Zürich      | 7:5   |
| Whirldrivers Lausanne                | – | Zeka Rollers A        | 10:10 |
| Iron Cats Zürich                     | – | Whirldrivers Lausanne | 13:2  |
| Rolling Thunder Bern                 | – | Zeka Rollers A        | 18:5  |

| 4. Spieltag 28. Mai 2016 Lausanne |   |                       |      |
| Iron Cats Zürich                  | – | Whirldrivers Lausanne | 12:6 |
| Rolling Thunder Bern              | – | Zeka Rollers A        | 16:4 |
| Zeka Rollers A                    | – | Iron Cats Zürich      | 5:12 |
| Whirldrivers Lausanne             | – | Rolling Thunder Bern  | 5:12 |
| Iron Cats Zürich                  | – | Rolling Thunder Bern  | 7:4  |
| Zeka Rollers A                    | – | Whirldrivers Lausanne | 9:10 |

## Tabelle NLA
| Pl.            | Verein                   | Sp. | S  | U | N  | Tore    | Diff. | Punkte |
| -------------- | ------------------------ | --- | -- | - | -- | ------- | ----- | ------ |
| 1.             | Rolling Thunder Bern (M) | 12  | 10 | 0 | 2  | 125:610 | +64   | 30     |
| 3.             | Iron Cats Zürich         | 12  | 9  | 1 | 2  | 091:440 | +47   | 28     |
| 2.             | Whirldrivers Lausanne    | 12  | 3  | 2 | 7  | 072:105 | −33   | 11     |
| 4.             | Zeka Rollers A (C)       | 12  | 0  | 1 | 11 | 056:134 | −78   | 01     |
| Stand: Beendet |                          |     |    |   |    |         |       |        |

Legende

(M) – amtierender Schweizer Meister

(C) – Schweizer Cup-Sieger der letzten Saison

### Torschützen NLA (Top Ten)
| Pl.    | Name               | Team                  | Tore |
| ------ | ------------------ | --------------------- | ---- |
| 01.    | Stefan Müller      | Rolling Thunder Bern  | 100  |
| 02.    | Nelson Braillard   | Whirldrivers Lausanne | 68   |
| 03.    | Jan Schäublin      | Zeka Rollers A        | 50   |
| 04.    | Dominik Zenhäusern | Iron Cats Zürich      | 49   |
| 05.    | Noe Spirig         | Iron Cats Zürich      | 22   |
| 06.    | Daniel Rolli       | Rolling Thunder Bern  | 19   |
| 07.    | Stefan Aschwanden  | Iron Cats Zürich      | 15   |
| 08.    | Florian Müller     | Zeka Rollers A        | 4    |
|        | Sarah Schmid       | Rolling Thunder Bern  | 4    |
| 10.    | Ismael Binjaku     | Iron Cats Zürich      | 3    |
|        | Anja Jäggi         | Whirldrivers Lausanne | 3    |
| Quelle |                    |                       |      |

## Tabelle NLB
| Pl.            | Verein                      | Sp. | S  | U | N  | Tore    | Diff. | Punkte |
| -------------- | --------------------------- | --- | -- | - | -- | ------- | ----- | ------ |
| 1.             | Iron Cats Zürich II         | 21  | 16 | 1 | 4  | 047:900 | +38   | 49     |
| 2.             | Lucerne Sharks              | 21  | 14 | 5 | 2  | 054:200 | +34   | 47     |
| 3.             | Zeka Rollers B              | 21  | 13 | 1 | 7  | 065:340 | +31   | 40     |
| 4.             | Qualmende Reifen St. Gallen | 21  | 9  | 2 | 10 | 051:430 | +8    | 29     |
| 5.             | Whirldrivers II             | 21  | 8  | 3 | 10 | 039:440 | −5    | 27     |
| 6.             | Rolling Thunder Bern II     | 21  | 6  | 1 | 14 | 025:420 | −17   | 19     |
| 7.             | Red Eagle Basel             | 21  | 4  | 2 | 15 | 032:550 | −23   | 14     |
| 8.             | Iron Cats Zürich III        | 21  | 2  | 1 | 18 | 018:840 | −66   | 07     |
| Stand: Beendet |                             |     |    |   |    |         |       |        |

### Torschützen NLB (Top Ten)
| Pl.    | Name                | Team                        | Tore |
| ------ | ------------------- | --------------------------- | ---- |
| 01.    | Marco Ilic          | Lucerne Sharks              | 47   |
| 02.    | Joshua Rothenbühler | Qualmende Reifen St. Gallen | 25   |
| 03.    | Driton Avdijaj      | Iron Cats II                | 24   |
| 04.    | Eliah Amsler        | Red Eagle Basel             | 23   |
| 05.    | Jem Momatz          | Whirldrivers II             | 22   |
| 06.    | Abdirahman Aden     | Iron Cats Zürich II         | 21   |
| 07.    | Severin von Dach    | Zeka Rollers B              | 18   |
| 08.    | Daniel Weber        | zeka Rollers B              | 16   |
|        | Nouh Arhab          | Whirldrivers Lausanne II    | 16   |
| 10.    | Philippe Amann      | Rolling Thunder II          | 15   |
|        | Lorenzo Gabrielli   | Zeka Rollers B              | 15   |
| Quelle |                     |                             |      |